# Irena Virant
Irena Virant, slovenska političarka, * 26. januar 1924.
Virantova je bila kot poslanka SDS članica 2. državnega zbora Republike Slovenije.